# Giochi europei paralimpici giovanili
I giochi europei paralimpici giovanili (EYPG) sono una manifestazione sportiva multidisciplinare patrocinata dal Comitato Paralimpico Europeo (EPC), che vede protagonisti i ragazzi tra i 13 e i 18 anni con disabilità fisiche.
La prima edizione estiva dei giochi si é tenuta nel 2011 a Brno, in Repubblica Ceca, mentre la prima edizione invernale, risalente al 2020, si è svolta a Czarna Góra, in Polonia.

## Edizioni e sedi
Sono state disputate finora sei edizioni, sei estive e una invernale.
| Giochi europei paralimpici giovanili        | Giochi europei paralimpici giovanili             | Giochi europei paralimpici giovanili        | Giochi europei paralimpici giovanili | Giochi europei paralimpici giovanili                | Giochi europei paralimpici giovanili           | Giochi europei paralimpici giovanili           |
| Giochi europei paralimpici giovanili estivi | Giochi europei paralimpici giovanili estivi      | Giochi europei paralimpici giovanili estivi |                                      | Giochi europei paralimpici giovanili invernali      | Giochi europei paralimpici giovanili invernali | Giochi europei paralimpici giovanili invernali |
| Anno                                        | Edizione                                         | Sede                                        | Anno                                 | Edizione                                            | Sede                                           |                                                |
| ------------------------------------------- | ------------------------------------------------ | ------------------------------------------- | ------------------------------------ | --------------------------------------------------- | ---------------------------------------------- | ---------------------------------------------- |
| 2011                                        | Giochi europei paralimpici giovanili estivi 2011 | Brno, Repubblica Ceca                       | 2020                                 | Giochi europei paralimpici giovanili invernali 2020 | Czarna Góra, Polonia                           |                                                |
| 2013                                        | Giochi europei paralimpici giovanili estivi 2013 | Brno, Repubblica Ceca                       | 2022                                 | Giochi europei paralimpici giovanili invernali 2022 | Nastola, Finlandia                             |                                                |
| 2015                                        | Giochi europei paralimpici giovanili estivi 2015 | Varaždin,, Croazia                          |                                      |                                                     |                                                |                                                |
| 2017                                        | Giochi europei paralimpici giovanili estivi 2017 | Liguria, Italia                             |                                      |                                                     |                                                |                                                |
| 2019                                        | Giochi europei paralimpici giovanili estivi 2019 | Lahti, Finlandia                            |                                      |                                                     |                                                |                                                |
| 2022                                        | Giochi europei paralimpici giovanili estivi 2022 | Lahti, Finlandia                            |                                      |                                                     |                                                |                                                |